# محرك برمجي
محرك برمجي (بالإنجليزية: Software Engine)‏ يشير إلى نواة برنامج الحاسوب. تتمثل وظيفة المحرك في توجيه وظائف البرنامج الذي يعمل فيه، بالإضافة لتحديد الشكل العام لواجهة البرنامج، مثل وظيفة انظر واشعر.